# 戈登格萊茲站
戈登格萊茲站（英語：Golden Glades Station）是三鐵路在迈阿密-戴德县的一座通勤鐵路站，車站位於戈登格萊茲交匯處的西面。此車站位於US 441和9號州道的相交處。此站於1989年1月9日啟用，這是三鐵路在迈阿密-戴德县最南面的車站。戈登格萊茲有灰狗巴士提供的城際巴士服務。

## 外部連結
- South Florida Regional Transportation Authority – Golden Glades station
- Station from Google Maps Street View （页面存档备份，存于）